# Dendrobium jenkinsii
Dendrobium jenkinsii, the Jenkins's Dendrobium, là một loài lan trong chi Lan hoàng thảo.